# 三役格行司
三役格行司（さんやくかくぎょうじ）は大相撲の行司における、最高位・立行司に次ぐ上から二番目の階級である。

## 概要
大相撲において力士の番付の三役といえば、大関、関脇、小結である為、この番付に相当する格の行司である。 しかし、他の格の行司の様に例えば、幕下上位の取組を十両格行司が裁いたり、十両以内の取組を幕内格行司が裁く様に、三役力士同士以外に、三役対平幕や両者平幕の取組を裁く事もあれば、立行司の在位人数や、横綱の在位人数の関係で上位の三役格行司は、横綱戦を裁く事もある。本場所の本割では、十両格行司・幕内格行司及び式守伊之助と同様に、一日の取組の中で一人につき二番を裁く。幕内優勝決定戦で、出場の力士の最高位が、関脇・小結のいずれかの場合は、裁く行司も控えの行司も三役格行司が務める。横綱・大関が出場する場合は、裁く行司・控えの行司共に立行司が務める（前者は木村庄之助・後者は式守伊之助）のが原則であるが、その場合でも立行司が在位上又は休場等で一人しかいない場合は三役格行司が控えに入るが、在位上又は休場で立行司が一人もいない場合は、裁く行司も控えの行司も三役格行司が務める。
装束の菊綴と軍配の房紐の色は、総朱であり、白足袋、草履履きで右腰に印籠を下げる。
土俵入りでは、幕内土俵入りの先導を幕内格行司と交代で務める事もあるが、立行司の在位人数又は出場人数と横綱の在位人数又は出場人数の関係で横綱土俵入りの先導を務める事もある。その時のみ、立行司同様に左腰に短刀を帯びている。
立行司が、番付上不在か、休場して一人も出場していない場合は、立行司の行う動き（職務）を代行する。
定員は定まっていないものの、大体三人が多いが、立行司が一人しか在位していないもしくは空位である場合は四人の時があり、また逆に状況によっては二人になることもある。
年齢的に行司への入門が遅かったりした場合は、立行司への昇格に間に合わず三役格行司までで定年退職を迎える事もあるが、16代木村玉光の様に、立行司への昇格が決まっていながら自身の健康上の理由で立行司昇格を断ったり、2代式守伊三郎の様に、年下の後輩行司に序列を抜かされ、年齢的に、序列を抜かされた後輩行司を抜く事が出来なくなる等して、三役格行司までで行司の生涯を終えた者もいた。

## 現役の三役格行司
2025年1月場所時点
| 階級       | 名前           | 所属部屋                                       |
| ---------- | -------------- | ---------------------------------------------- |
| 三役格行司 | 木村晃之助     | 九重                                           |
| 三役格行司 | 木村寿之介     | 大島→友綱/大島                                 |
| 三役格行司 | 12代式守勘太夫 | 伊勢ヶ濱→高島→春日山→追手風→中川→宮城野→朝日山 |

## 最高位が三役格行司だった過去の行司
- 8代木村清之助（死亡）
- 初代木村今朝三（引退・年寄専務）
- 5代式守勘太夫（引退・年寄専務）
- 3代木村宗四郎（廃業）
- 13代木村庄太郎（停年退職）
- 8代式守与太夫（停年退職）
- 9代式守与太夫（廃業）
- 4代木村誠道（廃業）
- 10代式守与太夫（死亡）
- 2代式守伊三郎（死亡）
- 7代式守勘太夫（停年退職）
- 7代式守錦之助（停年退職）
- 10代式守錦太夫（停年退職）
- 木村一童（停年退職）
- 9代式守勘太夫（停年退職）
- 4代木村正直（死亡）
- 16代木村玉光（停年退職）
- 6代木村玉治郎（中途退職）[1]